# Комарівка (Південне)
49°52′05″ пн. ш. 36°03′28″ сх. д. / 49.868055555556° пн. ш. 36.057777777778° сх. д.
Комарівка (рос. Комаровка) — колишнє селище міського типу в УРСР, нині місцевість на півдні міста Південного Харківського району Харківської області.
Через Комарівку протікають річки Кремінна і Мерефа (на околиці). Тут розміщений однойменний зупинний пункт Південної залізниці.

## Історія
Комарівка виникла в другій половині XVII ст.
Станом на 1864 рік в Комарівці було 94 двори, мешкало 582 особи (272 чоловіки і 310 жінок), у селі була православна церква..
Статус селища міського типу Комарівка отримала в 1938 році.
За переписом 1939 року в селищі мешкало 3196 осіб.
29 серпня 1963 року об'єднане з сусіднім смт Південним, утворивши місто Південне.